# 屈朗
屈朗（法語：Culan，法語發音：[kylɑ̃]），法国中部市镇，位于中央-卢瓦尔河谷大区谢尔省，隶属于圣阿芒蒙龙区，其市镇面积为20.23平方公里，2022年1月1日时人口数量为777人，在法国城市中排名第12,367位。
屈朗位于谢尔省南部，阿尔农河畔，因同名城堡而闻名，现代是一个区域性的中心集镇，连接沙托鲁和蒙吕松之间的公路由此通过。

## 地名来源
“屈朗”一名的含义及来源均有待考证。

## 历史
屈朗的早期历史尚不清楚。屈朗城堡建于12至13世纪间，圣女贞德、路易十一及塞维涅夫人等曾停留于此。法国大革命后，屈朗成为谢尔省的一个市镇。工业革命期间，途径屈朗的沙托鲁－戈泽城铁路建成通车，该铁路横跨阿尔农河的高架桥是屈朗的一处近现代地标建筑。20世纪中期，该铁路被废弃。

## 地理

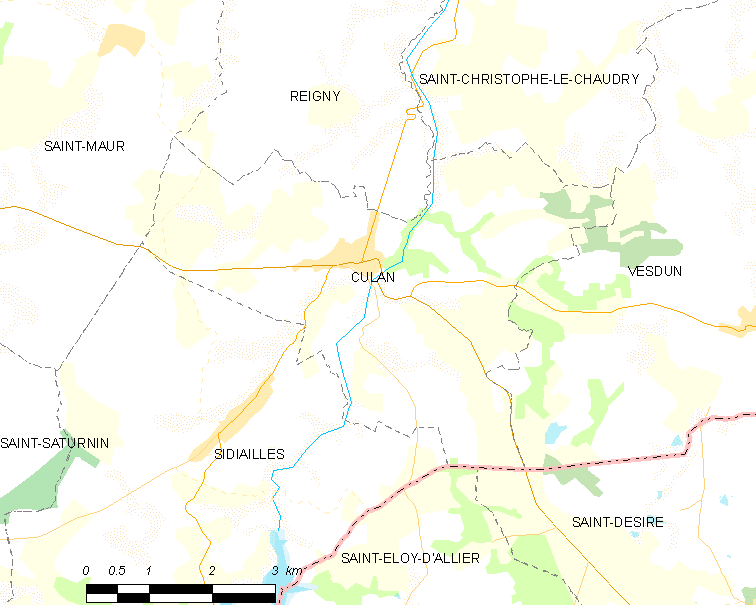
屈朗市镇范围地图

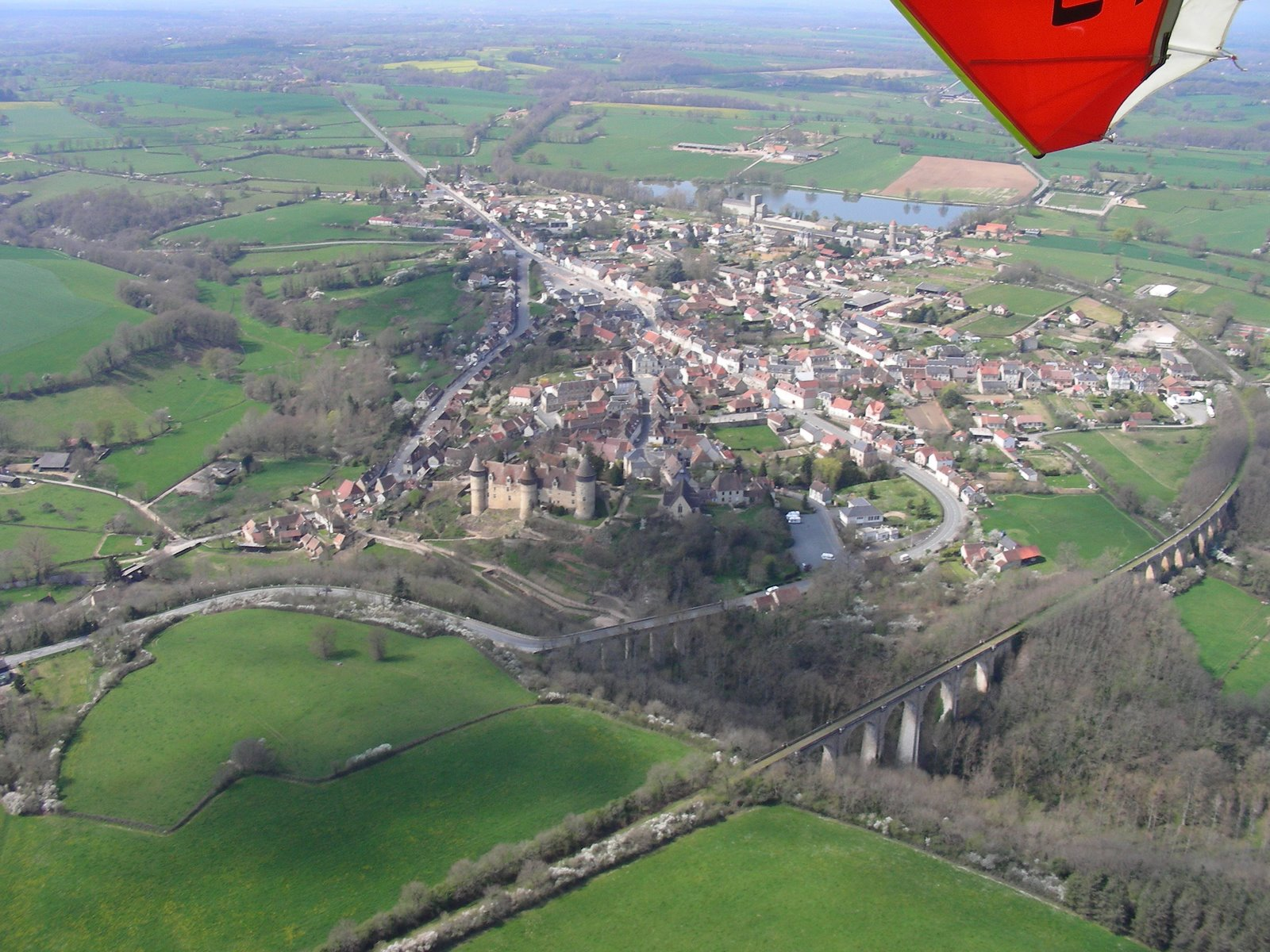
航拍屈朗镇中心

屈朗位于法国中部，中央-卢瓦尔河谷大区南部和谢尔省南部，距离省会布尔日大约68公里。与屈朗接壤的市镇包括：圣莫尔、雷尼、圣克里斯托夫勒绍德里、圣莫尔、锡迪亚耶、韦丹、阿列省圣埃卢瓦和圣代西雷。

### 地形
屈朗位于法国中央高原北部和贝里地区之间的过渡地带，境内以浅丘为主，市镇中心地势较为平坦，阿尔农河谷纵切较深，全境海拔在220到332米之间。

### 水文
屈朗位于卢瓦尔河流域范围内，阿尔农河自南向北流经东部，其左岸支流塔尼耶尔溪（ruisseau de la Tannière）在此与其交汇。

### 植被
屈朗属于温带阔叶混交林区，林地广泛分布于河谷地带。
在鲜花城市的评比中，屈朗暂未被评级。

### 气候
屈朗在柯本气候分类法中属于温带海洋性气候。

## 行政区划
屈朗的市镇编号为18083，邮政编号为18270。
在行政管理方面，屈朗隶属于法国中央-卢瓦尔河谷大区谢尔省圣阿芒蒙龙区；在地方选举方面，屈朗隶属于沙托梅扬县，其市镇范围全境被划入谢尔省第三选区；在社会管理方面，屈朗是贝里大南市镇公共社区的组成部分。
截至2023年3月，屈朗市镇范围内暂无城市敏感街区及城市政策优先街区。
法国国家统计与经济研究所（简称）在进行数据统计时，未将屈朗划入任何城市核心区（Unité urbaine）、城市区（Aire urbaine）及城市辐射区（Aire d'attraction）内。此外，还将屈朗市镇整体看作一个“块区”（IRIS），以便于统计人口分布情况。

## 交通

### 公路
谢尔省省道D4线、D65线、D236线、D943线和D997线在屈朗境内交汇，中央-卢瓦尔河谷大区下属的城际客运提供巴士线路，可前往周边部分市镇。
2019年，56.9%的屈朗家庭拥有至少一辆私人汽车。2019年，屈朗境内共发生各类交通事故1起，造成2人受伤，其中1人重伤。
| 17 | 70 |

| 8 | 26 |

| 布尔日 | 67 |

| 圣阿芒蒙龙 | 26 |

| 蒙吕松 | 33 |

| 布萨克 | 29 |

| 拉沙特尔 | 30 |

| 利涅尔 | 30 |

### 铁路
屈朗位于沙托鲁－戈泽城铁路上，该铁路已于1969年关闭。
距离屈朗最近的运营中的客运铁路车站为23公里外的瓦隆昂叙利站，该站停靠往返于布尔日和蒙吕松一线的区域列车。

### 航空
屈朗市中心距离沙托鲁机场的公路里程约69公里。

### 城市公共交通
截至2023年3月，屈朗暂无城市公共交通系统。

## 政治

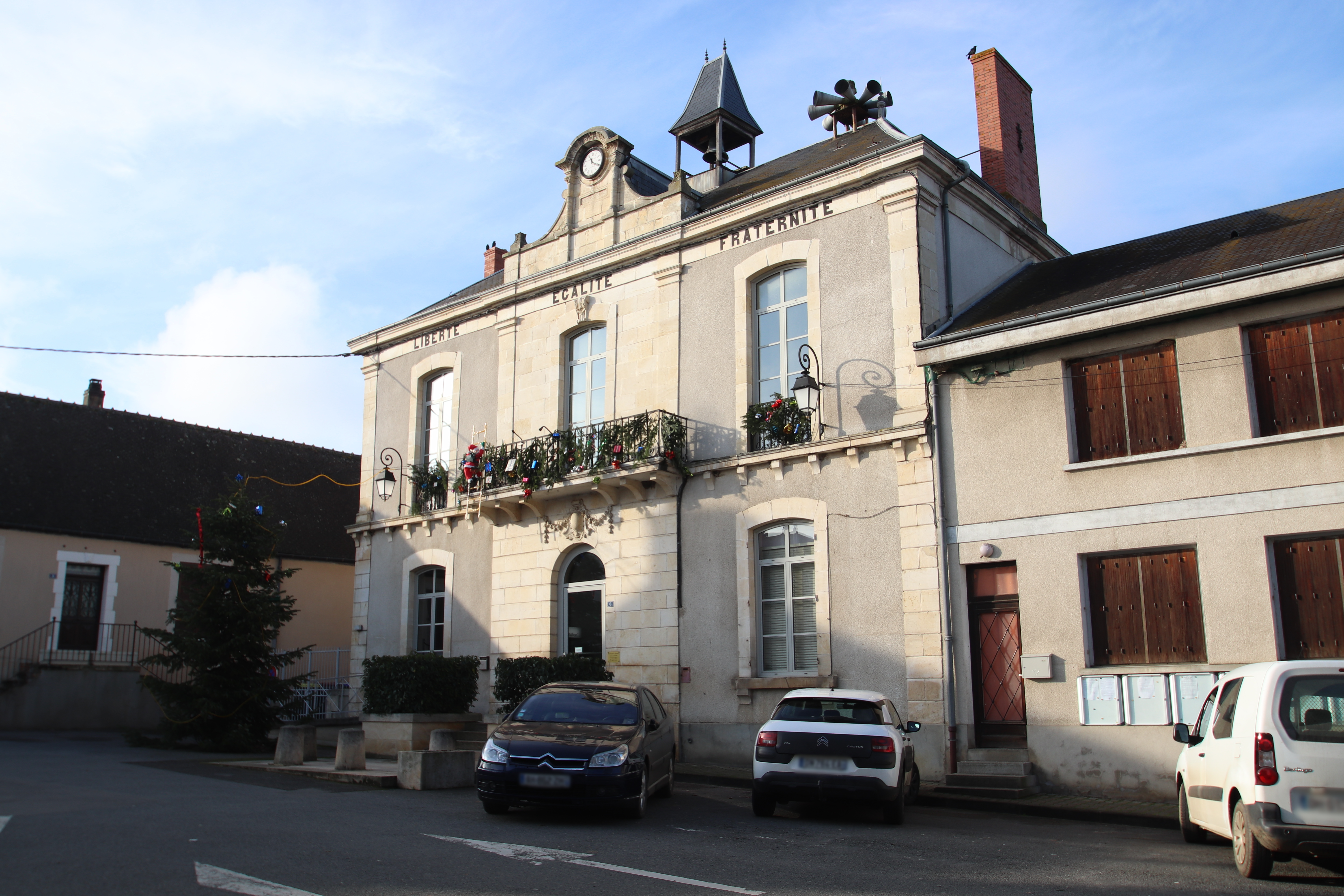
屈朗市政厅

屈朗的现任市长为尼古拉·诺洛先生（Nicolas NAULEAU），他是一名无党派人士的一名成员，在2020年的市政选举中获得了100%的支持率（无其他候选人）。
在2022年的法国总统大选中，法国第25任总统埃马纽埃尔·马克龙在屈朗获得了.%的支持率。

## 人口
2019年，屈朗市镇人口数量为750，在法国排名第12,367位。其中男性370人，女性380人，75岁及以上人口占13.1%，外籍人口数量为24人，人口密度为37人/平方公里，当地居民被称为（男性）或（女性）。2020年，屈朗境内出生8人，死亡人口6人。
| 屈朗1901年－2020年人口变化情况 |
|                                |
| 数据来源：Cassini、INSEE       |

## 经济
屈朗是一个区域性的中心市镇。截止2023年3月，屈朗市镇范围内共有各类用人单位（包含自雇）141家，平均历史为21年，均为中小型企业（PME），2023年1月至3月间，当地的经济活力指数为0.71%。（汽车修理）是当地2021年营业额最高的企业，为230,040欧元。

## 财政与居民收入
2021年，屈朗的财政收入总额为703,710欧元，财政支出总额为673,240欧元，当年的债务总额为287,670欧元。2021年，屈朗市镇通过增值税获得880欧元的收入，此外当地还共获得了19,920欧元的国家直接财政补助。
2020年，屈朗的人均月收入总额为1,554欧元，低于法国平均水平（2,303欧元）。
2019年，屈朗境内的青壮年（15至64岁）失业率为22.7%；当地41.5%的家庭拥有纳税资格，平均纳税1,789欧元，低于法国平均水平（3,910欧元）。

## 社会事务

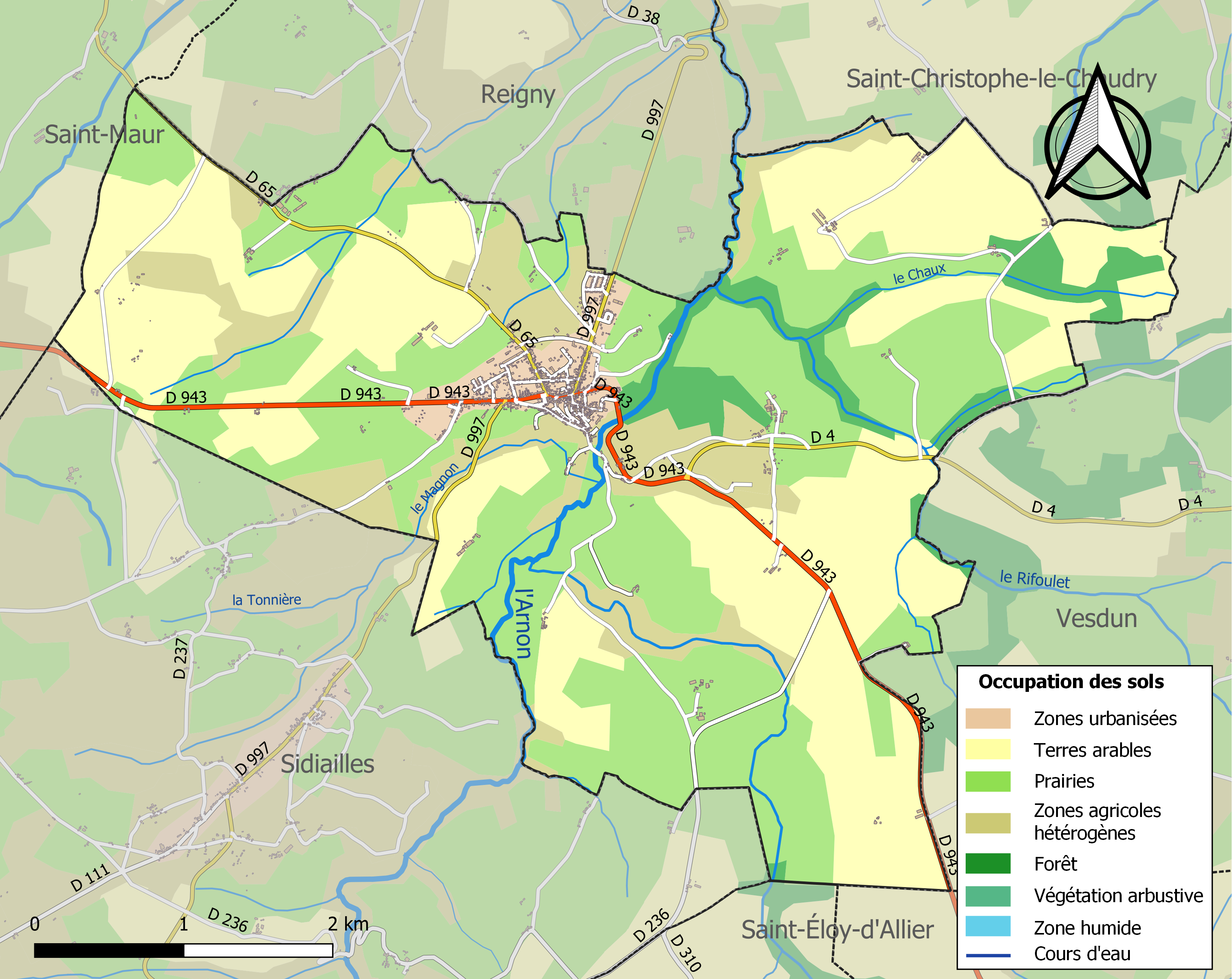
屈朗土地利用情况地图

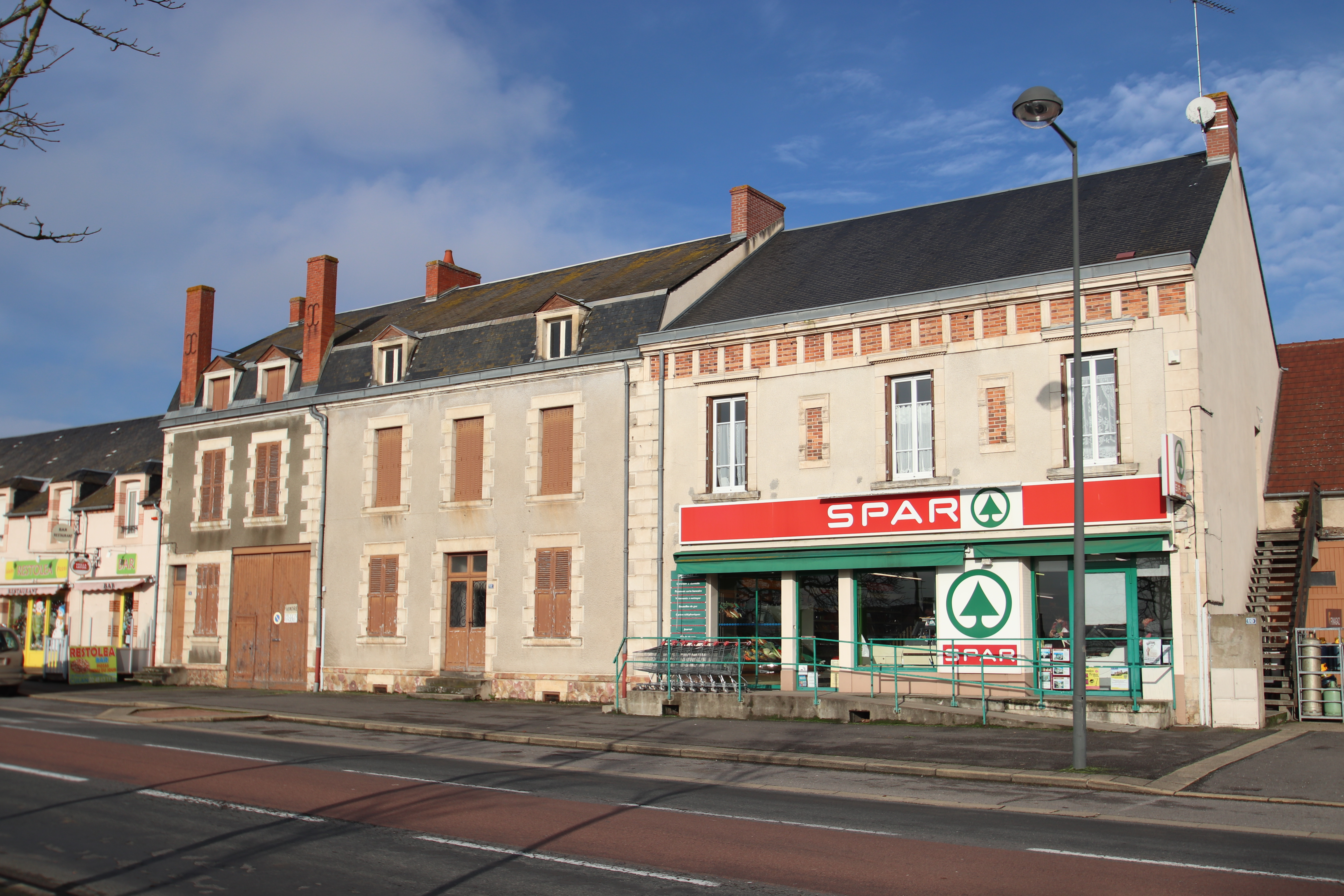
屈朗市区的SPAR超市

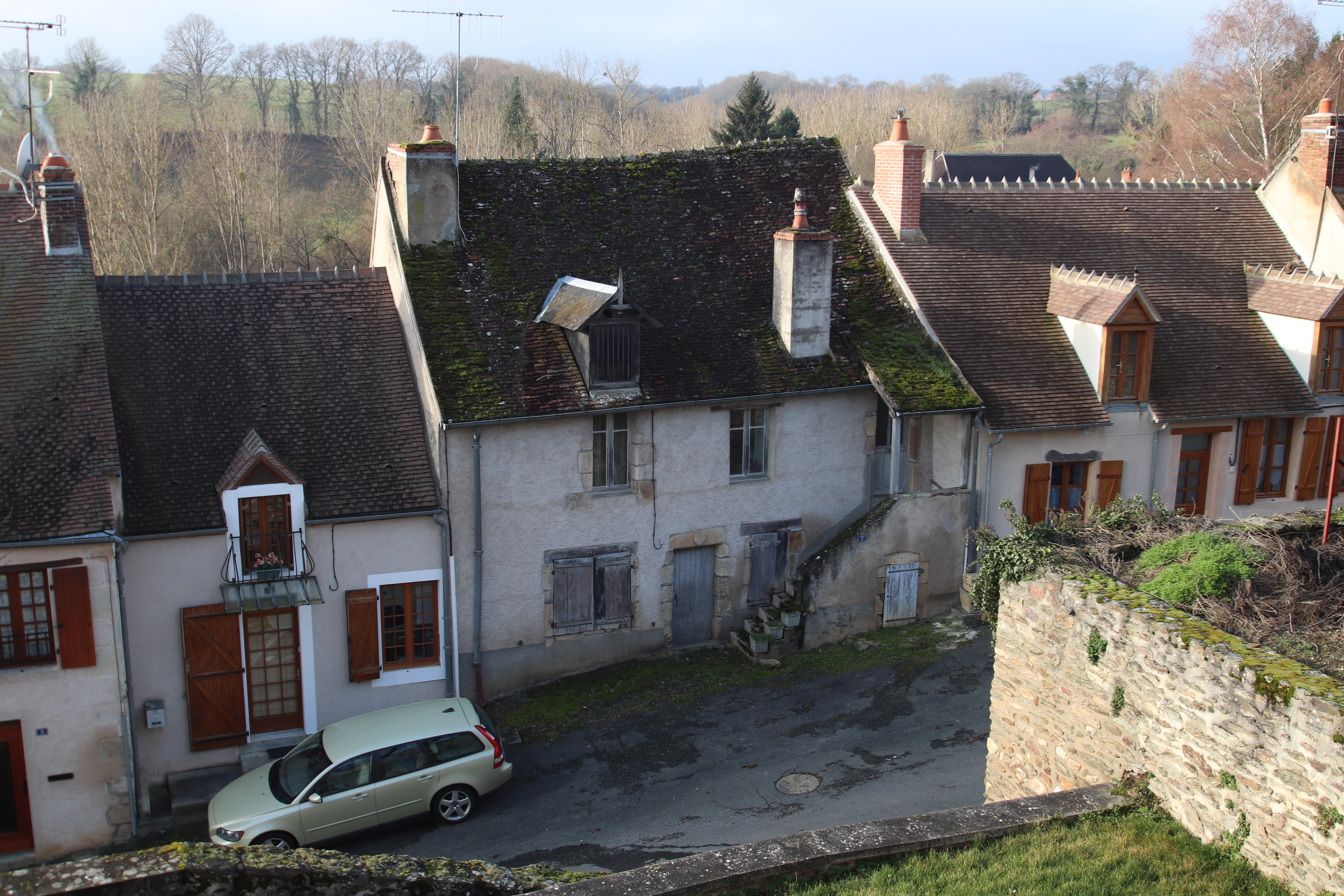
屈朗的一处民居

### 教育
屈朗属于奥尔良-图尔学区。截止2021年1月1日，屈朗境内有1所小学。

### 医疗
截止2021年1月1日，屈朗境内共有全科医生2名、牙医1名和护士4名。境内共有药房1家。
距离屈朗最近的区域性医疗机构为圣阿芒蒙龙中心医院（Centre Hospitalier de Saint-Amand-Montrond），其主病区位于圣阿芒蒙龙，距离屈朗市区的正常车程大约23分钟，该院设有床位112个，是当地规模最大的公立综合性医院。

### 住房
2019年，屈朗境内共有各类住房569套，其中91.6%为独立式居民区，8.4%为集中式居民区。常住房屋占屈朗市镇范围内居民建筑总量的66.4%。
在住房保障政策方面，2021年，屈朗境内共有69户家庭获得了住房经济补助，受益人数占总人口数量的9.2%，其中67份为房租补助。

### 商业
2021年，屈朗境内共有各类实体商铺19家，其中餐厅1家、面包房2家、肉铺1家、美容美发店2家、汽车维修店2家。市区西部建有一家SPAR便民超市。

### 体育
2021年，屈朗境内共有2处网球场以及1处足球或橄榄球场。
截至2023年3月，屈朗境内暂无任何注册足球俱乐部。

### 环境
屈朗的环境事务由其所属的贝里大南市镇公共社区联合各级政府协调负责。2021年，屈朗境内暂无污染企业。

### 治安
屈朗及其附近的共124个市镇是圣阿芒蒙龙国家宪兵队的管辖范围。2020年，该宪兵队累计记录各类案件2,021起，其中盗窃类案件1,040起，经济类案件255起，毒品交易类案件68起。

## 文化

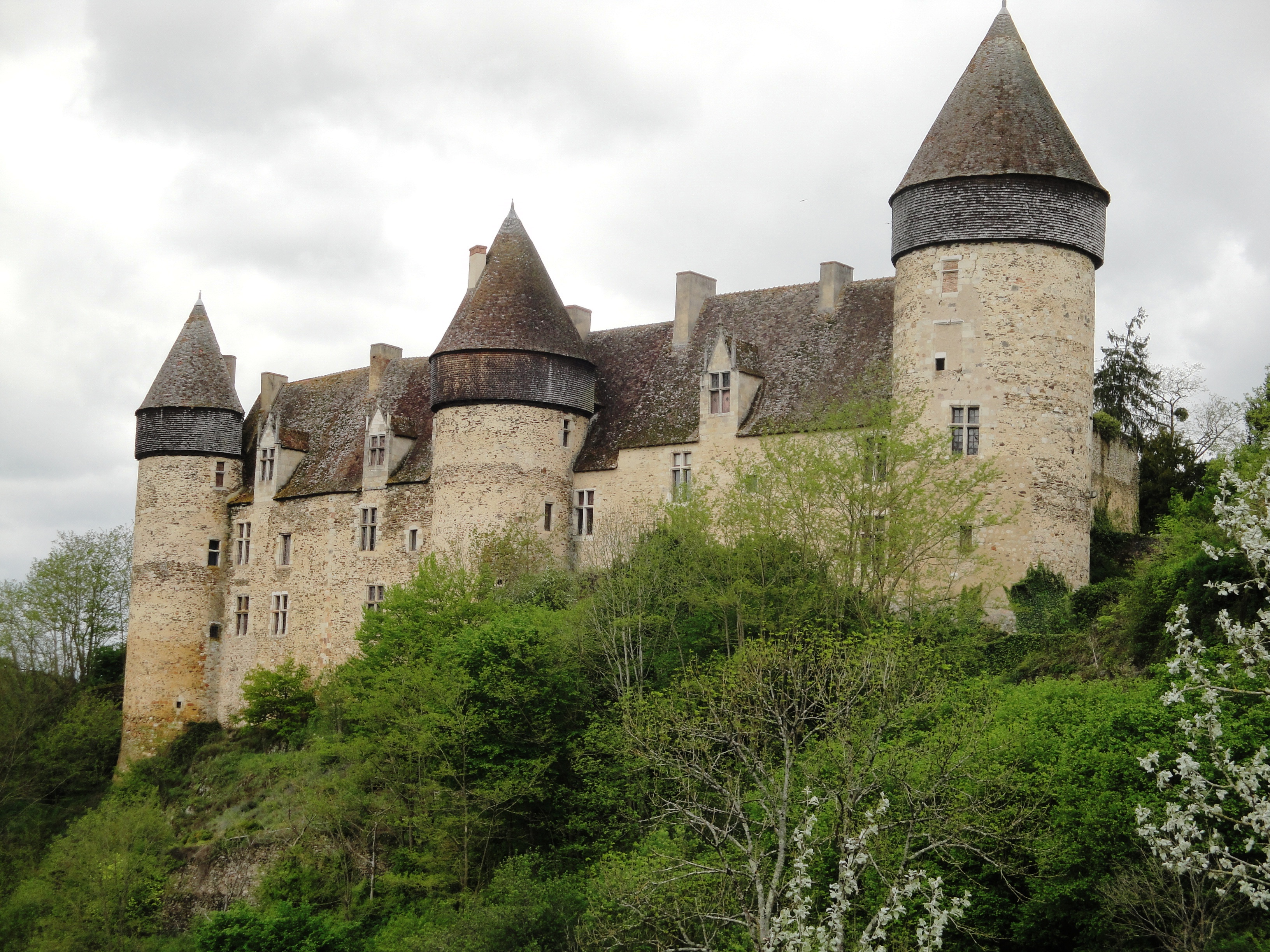
屈朗城堡

2021年，屈朗境内暂无任何文化设施。屈朗建有市政图书馆，每周三、六向公众开放。

### 建筑
屈朗境内有多处历史建筑，其中屈朗城堡是法国国家文物保护单位，也是当地的地标性建筑物。

### 旅游
屈朗的旅游事务由其所属的贝里大南市镇公共社区及谢尔省协调负责。2022年，屈朗境内暂无任何游客接待设施。

### 媒体
法国主要的媒体均可在屈朗接收，法国电视三台下属的中央-卢瓦尔河谷大区频道在部分时段播出屈朗所在谢尔省的地方新闻。《贝里共和党人报》、蓝色法兰西贝里广播、震动广播等是当地主要的地方性媒体。

## 相关人物
法国画家莫里斯·埃斯泰夫出生于屈朗。

## 友好城市
截至2023年3月，屈朗暂未建立任何友好城市关系。